# 緯度0大作戰
緯度0大作戰（いどゼロだいさくせん）1969年上映的日本特攝電影，本片是日本和美國聯合製作的電影，特別請在電影「大國民」出演過的約瑟夫·科登擔任主角，更讓會說英文的幾名日本演員演出，如寶田明、岡田真澄、平田昭彥等。

## 演員
- 寶田明
- 約瑟夫·科登
- 岡田真澄
- 平田昭彥

## 製作人員
- 監製：田中友幸
- 音樂：伊福部昭
- 導演：本多豬四郎
- 特技導演：圓谷英二